# Lijst van onroerend erfgoed in Huldenberg
Een overzicht van het onroerend erfgoed in de gemeente Huldenberg. Het onroerend erfgoed maakt deel uit van het cultureel erfgoed in België.

## Bouwkundig erfgoed
| Object                                      | Erfgoedstatus?                           | Bouwjaar of architect | Deelgemeente     | Adres                         | Coördinaten                   | Nummer? | Afbeelding                                  |
| ------------------------------------------- | ---------------------------------------- | --------------------- | ---------------- | ----------------------------- | ----------------------------- | ------- | ------------------------------------------- |
| Parochiekerk Onze-Lieve-Vrouw               | Monument                                 |                       | Huldenberg       | St.-Rochusstraat              | 50° 47' 24" NB, 4° 35' 3" OL  | 43291   | Parochiekerk Onze-Lieve-Vrouw               |
| Sint-Rochuskapel                            |                                          |                       | Huldenberg       | de Limburg Stirumlaan         | 50° 47' 32" NB, 4° 35' 13" OL | 43292   | Sint-Rochuskapel                            |
| Kasteel Huldenberg                          |                                          |                       | Huldenberg       | Kasteelpark 1                 | 50° 47' 21" NB, 4° 34' 44" OL | 43293   | Kasteel Huldenberg                          |
| Hoeve Molenhof                              | Monument                                 |                       | Huldenberg       | de Peuthystraat 13            | 50° 47' 21" NB, 4° 34' 52" OL | 43294   | Hoeve Molenhof                              |
| Pastorie ANNO 1664                          |                                          |                       | Huldenberg       | St.-Rochusstraat 11           | 50° 47' 28" NB, 4° 35' 5" OL  | 43295   | Pastorie ANNO 1664                          |
| Hof ten Bosch, gesloten hoeve               |                                          |                       | Huldenberg       | de Limburg Stirumlaan 66      | 50° 48' 22" NB, 4° 34' 20" OL | 43296   | Hof ten Bosch, gesloten hoeve               |
| Parochiekerk Sint-Pieter-en-Paulus          | Monument orgel (monument)                |                       | Neerijse         | Dorpsstraat                   | 50° 49' 2" NB, 4° 37' 32" OL  | 43297   | Parochiekerk Sint-Pieter-en-Paulus          |
| Kapel van Onze-Lieve-Vrouw-ten-Pui          | Monument                                 |                       | Neerijse         | Kapelweg                      | 50° 49' 10" NB, 4° 37' 47" OL | 43298   | Kapel van Onze-Lieve-Vrouw-ten-Pui          |
| Pastorie Sint-Pieter- en Paulusparochie     | Monument                                 |                       | Neerijse         | Dorpsstraat 46                | 50° 49' 6" NB, 4° 37' 30" OL  | 43299   | Pastorie Sint-Pieter- en Paulusparochie     |
| Kasteel d'Overschie                         | Monument: kasteel, wagenhuis, watermolen |                       | Neerijse         | Lindenhoflaan 3-5             | 50° 49' 4" NB, 4° 38' 4" OL   | 43300   | Kasteel d'Overschie                         |
| Hoeve langgeveltype, XVIII-XIX              | dorpsgezicht                             |                       | Neerijse         | Beekstraat 17                 | 50° 49' 0" NB, 4° 37' 34" OL  | 43301   | Hoeve langgeveltype, XVIII-XIX              |
| Hoeve het Puihof                            | Monument                                 |                       | Neerijse         | Dorpsstraat 1                 | 50° 49' 8" NB, 4° 37' 49" OL  | 43302   | Hoeve het Puihof                            |
| Hovenierswoning                             | Monument                                 |                       | Neerijse         | Dorpsstraat 3                 | 50° 49' 8" NB, 4° 37' 46" OL  | 43303   | Hovenierswoning                             |
| Boerenburgershuis                           | Monument                                 |                       | Neerijse         | Dorpsstraat 5                 | 50° 49' 7" NB, 4° 37' 43" OL  | 43304   | Boerenburgershuis                           |
| Zandstenen deuromlijsting uit XVIII         | dorpsgezicht                             |                       | Neerijse         | Dorpsstraat 13                | 50° 49' 4" NB, 4° 37' 37" OL  | 43305   | Zandstenen deuromlijsting uit XVIII         |
| Herberg met bakoven                         | Monument                                 |                       | Neerijse         | Dorpsstraat 58                | 50° 49' 3" NB, 4° 37' 29" OL  | 43307   | Herberg met bakoven                         |
| Herberg In de grote zaal                    | Monument                                 |                       | Neerijse         | Dorpsstraat 36                | 50° 49' 4" NB, 4° 37' 31" OL  | 43308   | Herberg In de grote zaal                    |
| Lindenhof, kasteelhoeve                     | Monument                                 |                       | Neerijse         | Lindenhoflaan 4               | 50° 49' 2" NB, 4° 37' 43" OL  | 43309   | Lindenhof, kasteelhoeve                     |
| Eénverdiepingshuisje, midden XVIII          |                                          |                       | Neerijse         | Kapelbergstraat 14            | 50° 49' 14" NB, 4° 37' 48" OL | 43310   | Eénverdiepingshuisje, midden XVIII          |
| Langgestrekte hoeve                         | Monument                                 |                       | Neerijse         | Kapelbergstraat 28            | 50° 49' 11" NB, 4° 37' 46" OL | 43311   | Langgestrekte hoeve                         |
| Gesloten hoeve, XVII-XVIII A                |                                          |                       | Neerijse         | Langerodestraat 15            | 50° 49' 38" NB, 4° 38' 8" OL  | 43312   | Gesloten hoeve, XVII-XVIII A                |
| Hoeve Hinnemeure met restant van omwalling  | Monument                                 |                       | Neerijse         | Wolfshaegen 130               | 50° 47' 58" NB, 4° 37' 50" OL | 43313   | Hoeve Hinnemeure met restant van omwalling  |
| Withof of hoeve Celongaet met bakhuis       | Monument                                 |                       | Neerijse         | Wolfshaegen 128               | 50° 47' 50" NB, 4° 37' 47" OL | 43314   | Withof of hoeve Celongaet met bakhuis       |
| Parochiekerk Sint-Antonius                  | Monument                                 |                       | Loonbeek         | J.Van der Vorstlaan           | 50° 48' 26" NB, 4° 36' 24" OL | 43315   | Parochiekerk Sint-Antonius                  |
| Kasteel Van der Vorst                       | Monument                                 |                       | Loonbeek         | St.-Jansbergsteenweg 24       | 50° 48' 20" NB, 4° 36' 30" OL | 43316   | Kasteel Van der Vorst                       |
| Parochiekerk Sint-Niklaas                   | orgel (monument)                         |                       | Ottenburg        | Kerkstraat                    | 50° 45' 9" NB, 4° 36' 55" OL  | 43317   | Parochiekerk Sint-Niklaas                   |
| Pastorie, 1782                              |                                          |                       | Ottenburg        | Pastorijstraat 3              | 50° 45' 6" NB, 4° 36' 51" OL  | 43318   | Pastorie, 1782                              |
| Hoeve, 1780                                 |                                          |                       | Ottenburg        | Florivalstraat 40             | 50° 45' 31" NB, 4° 38' 22" OL | 43319   | Hoeve, 1780                                 |
| Parochiekerk Sint-Agatha                    | Monument kerkhofmuur (monument)          |                       | Sint-Agatha-Rode | Leuvensebaan                  | 50° 47' 14" NB, 4° 38' 2" OL  | 43320   | Parochiekerk Sint-Agatha                    |
| Pastorie Sint-Agathaparochie                | Monument                                 |                       | Sint-Agatha-Rode | Leuvensebaan 323              | 50° 47' 11" NB, 4° 38' 2" OL  | 43321   | Pastorie Sint-Agathaparochie                |
| Dorpswoning                                 | dorpsgezicht                             |                       | Sint-Agatha-Rode | Leuvensebaan 368              | 50° 47' 12" NB, 4° 38' 4" OL  | 43322   | Dorpswoning                                 |
| Voorgevel                                   | dorpsgezicht                             |                       | Sint-Agatha-Rode | Leuvensebaan 366              | 50° 47' 12" NB, 4° 38' 4" OL  | 43323   | Voorgevel                                   |
| Kasteelpark                                 | dorpsgezicht                             |                       | Sint-Agatha-Rode | Leuvensebaan 319              | 50° 47' 4" NB, 4° 38' 0" OL   | 83762   | Kasteelpark                                 |
| Brouwerij De Kroon                          | Monument                                 |                       | Neerijse         | Beekstraat 20                 | 50° 48' 55" NB, 4° 37' 26" OL | 200080  | Brouwerij De Kroon                          |
| Klooster annonciaden                        |                                          |                       | Huldenberg       | Stroobantsstraat 79           |                               | 213999  | Upload foto                                 |
| Gesloten hoeve                              |                                          |                       | Huldenberg       | Geroytstraat 1                |                               | 214004  | Gesloten hoeve                              |
| Gemeentehuis en gemeenteschool van Neerijse |                                          |                       | Neerijse         | Dorpsstraat 68 Donkerstraat 1 |                               | 216746  | Gemeentehuis en gemeenteschool van Neerijse |
| Muurschilderingen Sint-Agathakerk           |                                          |                       | Sint-Agatha-Rode | Leuvensebaan                  |                               | 301504  | Muurschilderingen Sint-Agathakerk           |
| Watermolen Kasteel Van der Vorst            | Monument                                 |                       | Loonbeek         | St.-Jansbergsteenweg 26       | 50° 48' 20" NB, 4° 36' 30" OL | 304780  | Watermolen Kasteel Van der Vorst            |

### Bouwkundige gehelen
| Object                     | Erfgoedstatus? | Bouwjaar of architect | Deelgemeente     | Adres                                                                                        | Coördinaten | Nummer? | Afbeelding                 |
| -------------------------- | -------------- | --------------------- | ---------------- | -------------------------------------------------------------------------------------------- | ----------- | ------- | -------------------------- |
| Dorpskern Neerijse         | Dorpsgezicht   |                       | Neerijse         | Beekstraat, Dorpsstraat, Lindenhoflaan                                                       |             | 302500  | Dorpskern Neerijse         |
| Dorpskern Sint-Agatha-Rode | Dorpsgezicht   |                       | Sint-Agatha-Rode | Hoekstraat, Huldenbergstraat, Leuvensebaan, Oude Waversebaan, Potterstraat, St.-Agathastraat |             | 302535  | Dorpskern Sint-Agatha-Rode |